# Danske mesterskaber i atletik 1936
Danske mesterskaber i atletik 1936 var det 43. Danske mesterskaber i atletik. 
| Disciplin      | Guld                                        | Sølv                                    | Bronze                                   |
| -------------- | ------------------------------------------- | --------------------------------------- | ---------------------------------------- |
| 100 meter      | Vagn Rasmussen Horsens fS 10,9              | Iver H. Iversen IF Sparta 11,0          | Søren Nielsen Odense GF 11,2             |
| 200 meter      | Gunnar Christensen AIK 95 21,9              | Vagn Rasmussen Horsens fS 22,2          | Max Petersen Københavns IF 23,0          |
| 400 meter      | Gunnar Christensen AIK 95 49,3              | Alfred Ladefoged Frederiksberg IF 51,0  | Asger Horne Jensen Horsens fS 51,1       |
| 800 meter      | Jørgen Christensen Frederiksberg IF 1,58,1  | Emanuel Rose IF Sparta 1,58,2           | Poul H. Petersen Aalborg FF 1,59,0       |
| 1500 meter     | Jørgen Christensen Frederiksberg IF 4,05,0  | Mads Andersen Randers Freja 4,05,6      | Hans Spannheimer Frederiksberg IF 4,07,0 |
| 5000 meter     | Henry Nielsen Velo Nørresundby 14,59,6      |                                         |                                          |
| 10.000 meter   | Harry Siefert IF Sparta 32,10,6             | Mogens Grove Odense GF 33,12,8          | Carl Christensen Kalundborg IF 33,29,0   |
| Maraton        | Hartington Andersen Hellas Roskilde 2,36,19 | Holger Mortensen 2,45,53                |                                          |
| 110 meter hæk  | Svend Aage Thomsen Århus Fremad 15,2        | Svend Aage Mortensen Københavns IF 16,1 | Edvin Larsen Ben Hur 16,2                |
| 400 meter hæk  | Edvin Larsen Ben Hur 58,0                   | Louis Lundgreen Københavns IF 58,2      |                                          |
| Højdespring    | Svend Aage Thomsen Århus Fremad 1,85        | Poul Otto Ben Hur 1,80                  | Erik Mogensen Kolding IF 1,75            |
| Stangspring    | Ernst Larsen AIK 95 3,80                    | Kurt Brock Københavns IF 3,60           | Svend Aage Thomsen Århus Fremad 3,60     |
| Længdespring   | Willy Rasmussen Københavns IF 7,05          | Ingvard Andersen Ben Hur 6,93           | Poul Otto Ben Hur 6,77                   |
| Trespring      | Ingvard Andersen Ben Hur 13,79              | Poul Otto Ben Hur 13,38                 | Elmer Lundgren Københavns IF 13,05       |
| Kuglestød      | Frode Moesgaard AI 13,32                    | Viggo Petersen Københavns IF 13,08      | Aage Christiansen Københavns IF 12,65    |
| Diskoskast     | Viggo Pedersen Københavns IF 40,77          | Ejnar Jensen Ben Hur 40,50              | Harry Siefert Københavns IF 39,52        |
| Hammerkast     | Carl Nissen Kolding IF 46,60                | Viggo Nielsen Esbjerg AF 45,40          | Peter Nielsen Skovbakken 44,13           |
| Spydkast       | Niels Møller Horsens fS 57,87               | Ib Andersen AI 55,37                    | Ove Nissen Kolding IF 54,19              |
| Vægtkast       | Victor Petersen IK99 14,80                  | Viggo Nielsen Esbjerg AF 14,35          | Aage Abraham Vordingborg AC 14,33        |
| 4 x 100 meter  | Københavns IF 43,8                          | Ben Hur 44,5                            | Nakskov IF 45,0                          |
| 4 x 400 meter  | Frederiksberg IF 3,28,4                     | Ben Hur 3,31,2                          | IF Sparta 3,33,0                         |
| 8km cross      | Harry Siefert IF Sparta 26,51               |                                         |                                          |
| 8km cross hold | IF Sparta 9p                                |                                         |                                          |
Kilder: 
- DAF i tal
- Dansk Sportsleksikon udgivet i samarbejde med Dansk Idræts-Forbund. Redaktion Axel Lundqvist Andersen og Jørgen Budtz-Jørgensen. Bind 1 og 2. Standard-forlaget 1944

| Atletik | Spire Denne artikel om atletik er en spire som bør udbygges. Du er velkommen til at hjælpe Wikipedia ved at udvide den. |